# Zhang Jingsong
Dans ce nom, le nom de famille, Zhang, précède le nom personnel.
Zhang Jingsong, (en chinois : 張 勁松), né le 2 septembre 1973 à Taiyuan, en Chine, est un ancien joueur de basket-ball chinois, évoluant aux postes d'arrière et d'ailier.